# بخش پری (شهرستان مونرو، اوهایو)
بخش پری (به انگلیسی: Perry Township) یک منطقهٔ مسکونی در ایالات متحده آمریکا است که در شهرستان مونرو، اوهایو واقع شده‌است.
 بخش پری ۶۳٫۱ کیلومتر مربع مساحت و ۴۵۱ نفر جمعیت دارد و ۲۸۴ متر بالاتر از سطح دریا واقع شده‌است.